# Gorman, Maryland
Gorman är en ort i Garrett County i delstaten Maryland, USA.